# Dang Deukhuri
Der Distrikt Dang Deukhuri (Nepali दाङ देउखुरी जिल्लाdāṅ deukhurī jillā), oft nur Dang genannt, ist ein Distrikt im Inneren Terai in der Provinz Lumbini in Nepal, etwa 280 km westlich von Kathmandu, und grenzt an Indien.

## Geographie
Der Distrikt wird von zwei großen, in Ost-West-Richtung und parallel verlaufenden Tälern des Mahabharat geprägt, dem Dang und dem Deukhuri. Sie werden durch den etwa 800 m hohen (ü. NN) bandmäßig verlaufenden Gebirgszug der Dudhwas getrennt. Das nördlich liegende und breitere Dang-Tal liegt auf etwa 600 m Höhe (ü. NN), während das Deukhuri-Tal auf rund 250 m liegt. Letzteres wird wiederum durch den bandmäßig verlaufenden, etwa 600 m hohen Gebirgszug der Siwaliks vom Äußeren Terai und der Gangesebene getrennt.

## Bevölkerung
Das trockene und unproduktive Land der Dudhwaberge schuf in der Vergangenheit einen Puffer zwischen den Kulturen der Gangesebene und des Inneren Terai. Das Deukhuri-Tal war, wie der gesamte Terai, bis in die späten 1950er Jahre malariaverseucht und ist bis heute nur dünn besiedelt, überwiegend von den Tharu, die eine gewisse Resistenz gegen Malaria entwickelt hatten. Das trockenere und höher liegende Dang-Tal war weniger von Malaria betroffen und war deshalb attraktiver für Siedler aus dem Süden, insbesondere nachdem die Malaria in den 1960er Jahren weitgehend verdrängt wurde. Die beiden Städte des Distrikts, Ghorahi und Tulsipur, liegen im Dang-Tal.

## Verwaltungsgliederung
Städte (Munizipalitäten) im Distrikt Dang Deukhuri:
- Ghorahi
- Lamahi
- Tripur
- Tulsipur

Village Development Committees (VDCs) in Dang Deukhuri:
- Baghmare
- Bela
- Bijauri
- Dhanauri
- Dharna
- Duruwa
- Gadhawa
- Gangaparaspur
- Gobardiya
- Goltakuri
- Halwar
- Hansipur
- Hekuli
- Kabhre
- Koilabas
- Kothari
- Lalmatiya
- Laxmipur
- Loharpani
- Mahadewa
- Manpur
- Pachahiya
- Panchakule
- Pawan Nagar
- Phulbari
- Purandhara
- Rajpur
- Rampur
- Saigha
- Satbariya
- Saudiyar
- Shantinagar
- Sisahaniya
- Srigaun
- Syuja
- Tarigaun
- Urahari